# Andrés Duprat
Andrés Duprat (La Plata, 18 aprile 1964) è uno sceneggiatore e direttore artistico argentino.
È l'attuale direttore del Museo Nazionale delle Belle Arti di Buenos Aires.

## Biografia
Fratello maggiore del regista e autore televisivo Gastón Duprat, si è laureato in architettura nel 1987 presso l'Università Nazionale di La Plata. Successivamente ha svolto ricerche su arte, architettura e mostre in vari paesi europei. Al suo ritorno a Bahía Blanca, dov'era cresciuto col fratello, ha creato lo spazio artistico "La Casa" su una proprietà dei nonni.
Dal 1991 al 2002 è stato direttore del Museo di belle arti di Bahía Blanca e, dalla sua creazione, di quello, adiacente, dedicato all'arte contemporanea. Durante la sua gestione, nell'ottobre 1993 ha avuto luogo la 1ª edizione del Simposio Nacional de Escultura Monumental. Dal 2002 al 2004 ha diretto il Centro d'Arte Contemporanea "Espacio Fundación Telefónica" di Buenos Aires. Tra il 2005 e il 2015 è stato direttore d'arti visive per il Ministero della Cultura argentino.
Nel 2015, è stato nominato direttore del Museo Nazionale di Belle Arti dell'Argentina.
Il suo retroterra artistico è visibile anche nei film diretti dal fratello e da Mariano Cohn, che Duprat sceneggia regolarmente a partire dal 2008; ha vinto diversi premi cinematografici sudamericani per la sceneggiatura de Il cittadino illustre (2016). È stato uno dei giurati della sezione Orizzonti alla 74ª Mostra internazionale d'arte cinematografica di Venezia.

## Filmografia da sceneggiatore
- L'artista (El artista), regia di Mariano Cohn e Gastón Duprat (2008)
- El hombre de al lado, regia di Mariano Cohn e Gastón Duprat (2009)
- Querida, voy a comprar cigarrillos y vuelvo, regia di Mariano Cohn e Gastón Duprat (2011)
- Il cittadino illustre (El ciudadano ilustre), regia di Mariano Cohn e Gastón Duprat (2016)
- Il mio capolavoro (Mi obra maestra), regia di Gastón Duprat (2018)
- Finale a sorpresa - Official Competition (Competencia oficial), regia di Mariano Cohn e Gastón Duprat (2021)
- Queer, regia di Luca Guadagnino (2024) – attore